# クロムクロ
『クロムクロ』は、P.A.WORKS制作による日本のオリジナルテレビアニメ作品。2016年4月より9月までAT-X・TOKYO MX・サンテレビ・KBS京都・BS11・チューリップテレビほかにて放送された。

## 概要
「P.A.WORKS 15周年記念アニメーション作品」と位置づけられると同時に、P.A.WORKS初のロボットアニメである。2015年12月7日にP.A.WORKSのTwitterで公開、2016年放送予定であるとの発表がなされた。2015年12月21日に「P.A.WORKS  15周年展」で正式発表され、キービジュアルやPV、メインスタッフにメイン担当声優が公開された。2016年2月8日に「ニコニコ生放送〜推して参る! 〜第一回」でキャラクターPV、担当声優、あらすじ、スタッフが公開された。後にストーリーや追加担当声優なども公開されている。
監督は『DARKER THAN BLACKシリーズ』『青の祓魔師』の岡村天斎、シリーズ構成を『Another』の檜垣亮、キャラクターデザインを『Another』『凪のあすから』の石井百合子がそれぞれ担当する。
本作はP.A.WORKSの地元である富山県を舞台としており、本編中には黒部ダム、立山連峰、新湊大橋など富山県内の観光名所や富山県庁、富山市役所、富山空港、北日本新聞社本社ビル、P.A.WORKS本社スタジオといった建築物が登場する。
TV放送は2016年に終了したが、2018年5月にTV第26話のエピローグで宇宙へ旅立った由希奈達のその後を描く小説「クロムクロ 秒速29万kmの亡霊」の制作が発表され、同年6月より電子書籍サイトにて配信が開始されることが決定した。

## ストーリー
2016年。日本の富山県の立山に国連主導で造られた「国際連合黒部研究所」が置かれ、過去にその地で発掘された「アーティファクト」と呼ばれる遺物の研究や、人型機動兵器の「ジオフレーム」の実験が行われていた。
ある夏の日、研究所所長の娘である白羽由希奈は、母が忘れた携帯端末を届けようと友人の荻布美夏と二人で研究所を訪れる。だが、突然現れた謎の飛行物体が富山周辺へと落下。落下地点から多数のロボットが出現し、研究所を襲撃する。守備隊が相手を迎撃する中、由希奈が触れたアーティファクトの「ザ・キューブ」から裸の男が飛び出し、彼女を「姫」と呼んで敵に立ち向かった。
由希奈をかつての主の女性である雪姫と間違えたその男は、青馬剣之介時貞と名乗った。彼は、今から約450年前の戦国時代の人間だという。剣之介と由希奈が搭乗したことで、突如起動して敵を退けたアーティファクトの「クロムクロ」と共に、剣之介は研究所の人々に拘束され、調べられることになる。
現在が自分のいた時代から遥か未来だということが信じられず混乱する剣之介。彼の素性に半信半疑な由希奈だが、研究所側は剣之介を危険人物ではないと判断し、首輪型スタンガンを付けつつも彼を解放する。そして彼は由希奈の伯父の家で生活することになり、彼女が通う「立山国際高校」にもクラスメイトとして転入する。
一方、地球の衛星軌道上には1隻の巨大な宇宙船が居座り、世界各地へジオフレームを降下させていた。生体認証でクロムクロが剣之介と由希奈にしか動かせなくなったことから、彼らは研究所の戦力として軍属になり、高校のクラスメイトのソフィー・ノエルや研究所の仲間たちと共に、剣之介が「鬼」と呼ぶ謎の敵と戦う日々が幕を開けるのだった。

## 登場人物

### 主要人物
青馬 剣之介 時貞（おうま けんのすけ ときさだ）
声 - 阿座上洋平
本作の主人公。アーティファクトの「ザ・キューブ」から現れた侍。年齢は17歳相当。約450年前の戦国時代の人間で、キューブから解凍され現代に目覚める。鷲羽家に仕え、主の雪姫と共にクロムクロの搭乗者として「鬼」と呼ぶエフィドルグと戦っていた。直情的で苛烈、言動など古風な武人であり女子供に優しい。目覚めて直に雪姫と勘違いした由希奈をクロムクロに乗せ、富山市内にてエフィドルグと戦闘後、現在がかつていた時代より数百年後の世界だという事実を実感し、薬師和尚の手引きで由希奈と同居を始め居候の身となる。後に由希奈の父が残した資料で鷲羽家の断絶と仇の健在を知る。普段は強気だが、心の中では雪姫を守れず当時の同胞が誰もいない未来まで一人おめおめと生き残ってしまったことを引きずっている。
その後は立山国際高校に転校生として入学し、由希奈のクラスで勉学に勤しみながら、彼女やソフィーたちと共に鬼と戦う生活を送る。当初は暴走や逃走などの対処のために首に首輪型のスタンガンを付けられていたが、第12話において取り外された。イエロークラブ撃破後、中に人間（ヒドゥ）が乗っていたことを知って衝撃を受けるが、鬼は仇であり今後も倒すだけだと、決意は変えていない。鬼を倒し切った後は自害することを考えていたが、由希奈に叱られて死ぬ考えを改め、これからは命に代えても由希奈を守ることを決める。ロングアーム撃破後に投降したフスナーニの顔に見覚えを感じ、脱走した彼と対峙した際に疑問をぶつけるが答えは得られず、フスナーニの言葉や国連のキャリーたちとの会話で自分や雪姫について新たな疑念を抱く。
自動車や飛行機、テレビといった現代文明の利器に驚愕することがある一方で、スマートフォンやインターネットショッピングを覚えて使いこなすなど、柔軟な対応性も見せる。好物は白羽家にやって来て初めて食べたカレーライス（当初は見た目を警戒していた）。後に由希奈のレシピで美味しいカレーを作り上げるなど、料理の腕も高い。
「立高祭」で由希奈やソフィーと共にエフィドルグについて講演するが、その最中に単独潜入していたムエッタに襲われ、彼女が雪姫に生き写しだったことから動揺して刀で刺されてしまう。治療のため黒部研究所へ搬送されるも、ムエッタを雪姫自身だと思い込み、負傷した体を押してクロムクロで出撃している。なお、負傷部位は体内ナノマシンの治癒効果で短期間で完治した。
ムエッタが研究所に潜入してきた際は、ソフィーや警備兵の前に立ちはだかり、彼女を見逃す。ソフィーやトムからその行動を批判されるが、それでもムエッタを雪姫だと信じて、ミラーサに刺されて消息不明となった彼女の行方を探そうとする。ヨルバのブルーバードとの戦闘では、空を飛行する相手に苦戦するが、突然現れたゼルのクロウがクロムクロと合体して窮地を脱する。未だ鬼への復讐心は変わらず、ゼルからの質問にも感情的に答えたことで、その固定観念の過ちを指摘された。
休暇として訪れた上杉謙信の隠し湯でムエッタと再会を果たすが、反対に由希奈を連れ去られてしまい、彼女を守れなかったことを悔やみ、保護されたムエッタに自分の血を輸血して意識を取り戻させ、由希奈を救うためクロムクロに乗って欲しいことを懇願した。洋海や荒俣、ポーラの協力もあり、救出作戦ではエフィドルグの母艦から無事に由希奈を助け出すことに成功する。
黒部研究所への母艦降下時は、ゼルからムエッタがクローンで雪姫本人ではないことを知らされるも、信じようとせずに彼への敵意も剥き出しにしていたが、ゼルが素性を皆に明かした後は怒りを鎮め、ムエッタやゼルのことも「ムエッタ殿」、「ゼル殿」と呼ぶようになる。そして武隈の進路指導でこれからの自分が進む先を諭され、今までは雪姫の仇を討ちたいという想いだけで戦ってきたが、誰かのために刀を振るうのも悪くないと考え直し、ムエッタにどうか共に戦って欲しいと頼み込んだ。
最終決戦では由希奈に対して嫁にすると宣言し、彼女からも満更ではない反応をされるが、洋海は大反対していた。戦闘では奪還部隊突入までの時間稼ぎを行い、ソフィーの援護でヨルバを撃破。レフィルが乗るオーガすらも皆との連携で打ち倒した。決戦後はゼルから450年前の真実を教えられ、雪姫を救ってくれた感謝を述べ、これまでの無礼を謝罪した。だが、研究所側のムエッタの実験動物のような扱いに憤慨し、自分の置かれた状況を察してゼルとムエッタをゼルの故郷の星へ連れて行くという決心をする。けれども、家族や友人がいる由希奈を危険な場所へ連れては行けないと、彼女にプロポーズの反故を伝えた。
最終話ではムエッタ、ゼルと三人で枢石のワームホールを開いてゼルの星に向かう作戦を決行するが、研究所内でキャリーに追い詰められてしまう。しかし、メドゥーサに乗った由希奈が救援に現れ、無事クロムクロに搭乗。彼女と口論の末に「俺の嫁」だと改めて認め、同行を許す。直後、グラハムの無力化命令を受けて立ち塞がったトムのオーガにメドゥーサを落下させられ、彼に自分の信念を語って分離したクロウとの連携でオーガを撃破する。地上で必ず剣之介を追いかけると叫ぶ由希奈には「待っておるぞ」と微笑みながら声を掛け、ワームホールの先に旅立って行った。
白羽 由希奈（しらはね ゆきな）
声 - M・A・O
本作のヒロイン。立山国際高校の2年生。17歳。クラスはC組で出席番号は12番。のんびりした性格でゆるめの地形マニア。母は黒部研究所の所長。伯父の家に小学生の妹と住み、家事を担っている。将来の進路志望には「火星」と書いた（「火星の運河とか見てみたい」からが理由）。学校の成績は悪く、特に英語は450年前の人間である剣之介にすら負けるほど。幼少時は父が発表した「鬼」の件で、周囲から嘘つき呼ばわりされ、いじめられていた。そのため失踪した父には憎しみを抱いている。
ある日、研究所を訪れた際に鬼の襲撃に遭い、偶然触れたザ・キューブから出てきた剣之介との接触により、クロムクロへ乗せられ戦いに巻き込まれていく。剣之介に振り回されるも人柄は悪いものではないと思っている。後にグラハムからクロムクロが剣之介と彼女にしか動かせないことを知らされ、少尉待遇の軍属パイロットとなる。自身がパイロットとして敵と戦う実感が無く、イエロークラブとの戦闘後には、死への恐怖や戦う相手が人間という人殺しへの嫌悪感に苦悩し、ついにはプチ家出するが、結局は家へと戻った。そして父の資料を検証しようと黒鷲谷を訪れた所をカクタスに襲われるも、黒鷲谷の隠れ家に住んでいたゼルに助けられる。目覚めた隠れ家で血の付いた父のノートを見つけたことが、父への想いを改める切っ掛けとなる。その後は剣之介へ自害を戒め、彼のクロムクロに乗って欲しいという素直な頼みを受けて自身の悩みを吹っ切り、乗る決心をする。
フスナーニが捕虜となった際、脱走した彼に人質とされてしまい命の危機を感じるが、彼女を守ると誓った剣之介にすんでの所で助けられた。夏休みの合宿では、苦労しながらも弱音を吐かずに特訓に耐え抜く根性を見せている。
「立高祭」で剣之介がムエッタに刺された時は心の底から彼を心配し、グラハムの要請も断ろうとするが、剣之介の熱意に負け出撃を認める。その後の戦闘では、相手のミラーサとムエッタが好き勝手に行動して連携が取れていないことを見抜き、それをトムやソフィーに伝えて勝利に貢献した。以降は剣之介を気遣いつつ、彼との仲を進展させている。
第18話では剣之介や美夏らクラスメイトと家族の小春など皆で温泉旅行に出かるが、忘れたバスタオルを取りに行った帰りに道を間違え、傷ついたムエッタが入浴していた温泉に来てしまい、彼女のことを美夏へ連絡しようとした際に、その場に現れたカクタスに捕まってエフィドルグの母艦へ連れ去られてしまった。後に保護されたムエッタの身体検査が行われた際、由希奈と彼女はDNAが完全に一致したこと、ムエッタは染色体が世代的に昔の物であることが判明。容姿ではなく生体情報が同一であったために、由希奈がムエッタと間違われたのが誘拐の真相であった。エフィドルグの母艦に到着した後は、生命維持装置から目を覚まして母艦内をうろつくが、宇宙の景色を見たことで自分の置かれた状況を知る。最初は悲観的になるも、何かしら行動すべきだと思い立ち、母艦内で情報収集を行う（その際、ムエッタの頭部を発見している）。そしてムエッタの乗機で脱出を目指し、途上で自身をムエッタと思い込んだミラーサに追い詰められるが、救出にやって来た剣之介に間一髪の所を救われ、クロムクロに乗って生還する。再び会ったゼルからは、洋海や小春と共に父の話を聞き、はっきりと岳人の死を告げられた。
ムエッタが一人で逃げた際は彼女を探しに出かけ、雪山で転げ落ちて意識を失うが、ムエッタに命を救われる。目覚めた後は彼女の手錠を壊して拘束を解いた。第23話ではムエッタを一人で家にいてもつらいだけだからと、女子の制服を着せた彼女を気分転換にと立山国際高校へ連れ出す。
最終決戦では剣之介と互いに命を預かると約束するが、彼のプロポーズにはさすがに動揺する羽目になった。戦場でレフィルのオーガと対峙した際は剣之介、ソフィー、ムエッタ、トムが乗る4機の同時攻撃案を提案し、自分も戦えると超振動槍を使ってイムサを倒し、オーガを撃破する成果を上げる。戦闘終了後は相手を刺した感触（人を殺めた事実）で泣いてしまうも、剣之介から「そなたはここで休んでおれ」と労られた。決戦後は、剣之介からデートに誘われ、訪れた先の遊園地で「ゼルとムエッタの二人をゼルの母星に連れて行きたい」という彼の胸中を看破した。しかし、由希奈を危険な目に遭わせたくない剣之介にプロポーズの反故を伝えられて号泣する。その後は登校したクラスでも悲観に暮れていたが、赤城やソフィーなど皆から励まされ、意地でも剣之介について行くことを決意。仲間の協力もあって研究所でメドゥーサに乗り込み、開かれたワームホールを目指すクロムクロに飛び付いて同行を望む。だが、無力化しろとの命令を受けたトムのオーガにクロムクロと切り離され、地上に落下。旅立つ剣之介には涙ながらに「追いかけるから、絶対追いつくから」と叫んで、必ず会いに行く約束を交わした。
5年後の2021年を描いたエピローグではソフィーやセバスチャンと一緒にくろべ型調査航宙艦「くろべ」のクルーとなり、かつて夢見ていた火星はもはやただの中継点でしかなくなり、220光年先の目的地に向け出発する所を、洋海と小春に見送られていた。

### 立山国際高校
ソフィー・ノエル
声 - 上田麗奈
由希奈のクラスメイト。14歳。フランスからの留学生で飛び級入学し、フランス国家憲兵隊治安介入部隊（GIGN）の研修経験を持つ文武両道の秀才。お嬢様育ちで気高くしたたか。和の文化に造詣があり、「葉隠」を諳んじているなど、「侍」に関しては強い拘りを持つ。小柄だが柔術や機動兵器の操縦に優れ、GAUS2のパイロットを務める。同僚のトムの下品な言葉遣いを嫌っている。剣之介には胸を触られた事故から、当初はあまり良い感情を持っていなかったが、「立高祭」の時期には普通に会話出来る仲になっている。また、パイロットとしての役目を果たさない由希奈にも初めは辛辣な態度を取っていたが、戦闘や訓練を通して時間が経つにつれ、彼女の努力や成長を実感して労るようになる。
第15話では娘がGAUSで戦っていることを知った両親から帰国を言いつけられて苦悩するも、第16話で研究所へ潜入してきたムエッタを剣之介が見逃したのを見て、「それは忠義ではなく、あなたを野放しにするわけにはいかない」という思いから、黒部に残ることを決める。だが、グラハムからGAUSのパイロットからの除外と自宅謹慎を命じられ、失意のまま帰宅する。そこで、自室内に以前「鬼の真実を知りたくないか」と誘ってきたゼルがいたことに驚き、彼から面会相手に選ばれた理由を教えられ、ゼル自身やエフィドルグに関する事実を聞かされる。その後はグラハムへ彼が残したUSBメモリを渡した。エフィドルグの母艦降下時は、単座式のGAUS2号機で出撃するセバスチャンを見送り、戦闘の余波でひっくり返った車からムエッタを救出したが、セバスチャンの自爆を目撃してしまう。トムと神美が彼の写真を前に追悼していた時は、「立派な侍でした」との言葉を送った。
最終決戦ではグラハムの頼みでパイロットとして復帰し、トムのGAUS1に搭乗。奇跡的にセバスチャンが生き延びていたことを知って嬉し涙を流した。戦闘ではヨルバの撃破に貢献し、レフィルのオーガにも臆さず立ち向かった。決戦後はフランスに帰るつもりでいたが、剣之介と一緒にゼルの星に行きたいという由希奈の望みを知り、クラスメイトの皆やセバスチャンと協力する。その際、ゼルに自身を纏い手にして欲しいとの願いを伝えるも、叶えられることは無かった。
エピローグでは由希奈やセバスチャンと共に完成したくろべ型調査航宙艦「くろべ」のクルーとなる。
荻布 美夏（おぎの みか）
声 - 瀬戸麻沙美
由希奈のクラスメイト。父親は黒部研究所の調理師。明るく無邪気な娘で由希奈と仲が良く、よく二人で行動している。空気を読むのがうまく、由希奈へのフォローもかかさない。剣之介を「剣ちゃん」、教師の茉莉奈や武隈をそれぞれ「茉莉奈ちゃん」、「武プー」と呼び、プールの自習ではビキニを着てくるなど、奔放な性格。マンション住まいで、コスプレを趣味としている。コスプレイヤーとしてはそこそこ有名で、固定ファンも付いており、男子からの性的な視線も特に気にしていない。後に、赤城と茅原、カルロスに対し自身のコスロムを出すための動画撮影を依頼し、撮影会の際は由希奈と茉莉奈に声を掛け、茉莉奈にもコスプレをさせていた。第18話ではクラスの皆に温泉旅行を提案するも、結局はいつものメンバーしか集まらなかった。第23話にてムエッタが由希奈と共に登校してきた際は、普通に彼女を受け入れている。最終決戦前はちゃんと帰ってくるよう由希奈を送り出した。由希奈が剣之介と一緒にゼルの母星へ行きたいことを知った時はそれに協力し、研究所前でカルロスとマスコミを扇動するも、剣之介と由希奈の口論には「痴話喧嘩、世界に配信される」と呆れ果てていた。
エピローグではレポーターになり、220光年の旅に出発する調査航宙艦「くろべ」を報道する。
赤城 涼斗（あかぎ りょうと）
声 - 石川界人
由希奈のクラスメイト。太い赤バンダナが特徴。学校に隠れてビッグスクーターで通学している。由希奈に対し好意を抱いており、剣之介の登場に動揺を見せる。茅原とカルロスとは友人で、よく三人でつるんでいる。剣之介転入後のクロムクロ出撃時に茅原を乗せてバイクで後を追うが、彼に唆されて戦闘の至近距離まで接近し、イエロークラブの自爆に巻き込まれ、消息不明となるが無事に生還する。由希奈を巡りライバル視する剣之介には「お前を超えるためパイロットになる」と宣言する。そして父親にもその目標を伝え、ゲーセンに通いながらゲームで腕を磨いている。由希奈達に混じってトムが指導する合宿に参加するも、初日で足を痛めてリタイアとなった。だが、部屋で自主トレに励むなど、パイロットへの道は諦めていないが、結局パイロットになることは無かった。エフィドルグへの恐怖や嫌悪感は持たず、第21話ではソフィーの次にムエッタの救出作業に手を貸し、後に彼女から感謝される。カルロスの映画撮影時はムエッタも映画に出演させるべきだとカルロスに訴えた。将来の進路は防衛大学校と決め、最終話では由希奈の望みを叶えるべくクラスメイトの皆と協力し、研究所にて発煙筒で陽動を行う。
エピローグでは自衛隊員として働いている。
茅原 純大（かやはら じゅんだい）
声 - 小林裕介
由希奈のクラスメイト。好奇心旺盛で、常に交換レンズを備えたスマホやビデオカメラを持ち歩いて、撮影を頻繁に行っている。イエロークラブの再襲来時には赤城を連れて立入禁止区域へと潜り込み、クロムクロとの戦闘をリアルタイムで動画配信して、アクセス数を稼いでいた。しかし、直後のイエロークラブの自爆に巻き込まれ、消息不明となるが無事に生還する。お調子者で友人や教師からの小言や非難は意に介さない。戦場の真っただ中だろうと、リスクを恐れず潜り込んで撮影場所を探している。自分の命に関しても無頓着な面があり、「立高祭」ではムエッタとゼルの戦いを追いかけ撮影を続け、ムエッタに切り殺されそうになった寸前の所を国連兵に救われて無傷で助かったものの、まるで危機感を感じていなかった。第21話でのムエッタの救出作業も皆が手助けをする中でただ一人だけ撮影をしていた。赤城の「状況に構わず何故撮影をし続けるのか」という質問には、「今やりたいことを我慢したくないから」と答えている。実はハウゼンの息子であったことが最終話で明かされた。剣之介を追う由希奈に協力した際は、ソフィーに「目の前の真実しか流さない」と持論を述べ、メドゥーサに同乗して配信を続けた。
エピローグでは南極観測隊の一員となっている。
ホセ・カルロス・高須賀（ホセ・カルロス・たかすか）
声 - 武内駿輔
由希奈のクラスメイト。日本人とスペイン人のハーフだが富山弁でしか話せない。ネガティブな性格で悲観的な所がある。赤城と茅原がバイクで出かけた際は彼らに付いて行かなかったが、二人が生死不明となった後は剣之介と由希奈へ苛立ちをぶつけていた。赤城達の生還には喜ぶが、彼らの行動には危うさも感じている。「立高祭」では司会進行役をまかされるが、本番においてはあがり症からその役を美夏に取られてしまった。なお、コスプレした美夏の画像を個人的に保存している。エフィドルグとの戦闘が激しくなるにつれ、母親からスペインへ疎開すべきだと言われて、後に皆へ引っ越すことを打ち明けようとするが、未だ伝えられずにいる。美夏と茉莉奈の二人を撮影したコスロムの動画編集の腕は壊滅的で、映像を見た全員から駄目出しをくらった。後に苦労して映画「魔性の煉獄球団 シュトルゥム・ウント・ドランク」の脚本を書き上げ、第23話では皆を巻き込んで映画撮影を行う。最終話では引越しをしなくて済むようになったことを皆に話すも、誰も以前の動画での告白を見ていなかった。剣之介を追う由希奈に協力した際は、剣之介の戦いを皆に伝えようと研究所の映像を外から撮影する。
エピローグでは出発する調査航宙艦「くろべ」の中継をノートパソコンで視聴していた。
ディアナ・ペレス
声 - 福沙奈恵
由希奈のクラスメイトで、クラス委員長。金髪に赤フレーム眼鏡の少女。カナダ出身。「立高祭」では赤城達が作った張りぼてじゃなく、本物のアーティファクト（クロムクロ）を持ってくるべきだと発言し、カルロスからは「大胆なこと言うね」と評されている。第25話では貫和や松永達と共に最終決戦から無事戻ってきた剣之介と由希奈を迎えた。
貫和 怜（ぬきわ れい）、松永 華（まつなが はな）、山本 叶（やまもと かなえ）
声 - Lynn（貫和）、新田ひより（松永）、麻倉もも（山本）
由希奈のクラスメイト。温泉旅行に行く気でいたノア・スミス（声 - 内田雄馬）の取り巻きの女子三人組。クラスメイト（在籍数は25人）の多くは疎開するなどして話数の進行と共に減っていき登場しなくなるが、彼女達のように最後まで残っていた者もおり、貫和は第25話で剣之介にプロポーズして松永に呆れられていた。
宇波 茉莉奈（うなみ まりな）
声 - 杉平真奈美
立山国際高校の養護教諭。23歳。カウンセラーの資格を持つ。スタイルは抜群だが、コミュニケーションは苦手。性格も内気で威厳がなく、生徒からも軽く見られている。養護教諭にも関わらず血が苦手で、剣之介が重傷を負った時も取り乱して手当すら出来なかった。剣之介を気にかけ相談役を買って出るが、彼の悩みを勝手に恋愛ごとだと思い込むなど、早合点しがちな面もある。エフィドルグの襲撃時も「非常時こそ（生徒の精神衛生のため）文化祭を開催するべきだ」と職員会議で提案・説得する。自身は「立高祭」でコスプレカウンセリングの店を開いていた。だが、ムエッタによる剣之介襲撃事件が起き、その責任を感じて辞表を提出する（受理はされていない）。その後、気分転換にと美夏のコスロム撮影会に同行させられる。また、温泉旅行にも一緒に付き合わされているが、食事の際は酒癖の悪さを露呈した。第23話では悩むムエッタに対し珍しく至極真面目に自分の考えを伝えたが、美夏達からはそのまともな言動に驚かれていた。
エピローグでは辞表を撤回したのか養護教諭を続ける姿が描かれている。
武隈 直樹（たけくま なおき）
声 - 木内秀信
立山国際高校の教師。由希奈のクラスを担当。騒がしい母のいる由希奈や問題児の茅原、赤城といった生徒達の言動に迷惑を掛けられている苦労人。リアリストで、由希奈の進路志望には呆れ、赤城の進路志望には現実を説いていた。医学的知識を持ち、「立高祭」で剣之介がムエッタに刺された際は冷静に対処し、赤城からは不思議がられていた。
第23話では登校していた由希奈達に蛙のたとえ話を語った。また、進路相談として剣之介を呼び出し、「この先は剣之介自身にしか出来ないことがあるはずで、今は絶望の時だが希望が見えてくることを信じている」と述べる。
エピローグでも変わらず教鞭を執っている。

### 国際連合黒部研究所
白羽 洋海（しらはね ひろみ）
声 - 東條加那子
由希奈の母親。黒部研究所の所長。ワーカーホリックで、あまり他人の話を聞かず、家事育児はほったらかしだが、親馬鹿で娘の由希奈と小春は過保護気味に溺愛し、特に由希奈に対しては過剰な期待をかけている。失踪した夫に関しては由希奈のように嫌悪感を抱いてはいない。娘を心配するあまり剣之介についても最初は不安視していたが、後に彼を疑うキャリー達へ、剣之介は「侍」だと述べて毅然とした態度を取るなど、今はきちんとした信頼関係を築いている。剣之介がムエッタを見逃した際も、懸念を抱くグラハムとは違って剣之介を信じていた。由希奈がエフィドルグに攫われた際は各所に応援を求めるも断られ、娘を助けたい一心から、「由希奈を見捨ててクロムクロにはムエッタを乗せればいい」という上層部の考えに反発し、剣之介にムエッタを連れ出させて二人をクロムクロに乗せ、由希奈の救出を託した。その後は、命令に逆らって反乱を起こしたことから、グラハムに逮捕命令を出され、所長の権限を剥奪されて拘束される。しかし、それは建前であり、エフィドルグの母艦降下時は所長として復帰する。だが、彼らの猛攻の前には研究所を放棄することになってしまった。
最終決戦では負ければどうせ終わりだからと、危険を顧みずグラハム達と共に研究所へ突入を行う。決戦後は所長を解雇されてしまうも、由希奈には肩の荷が下りたような態度を見せ、やりたい研究が多いから専業主婦は無理だという心の内を語った。最終話では引継ぎのために研究所を訪れ、セキュリティの甘さをグラハムに注意して反論されたり、由希奈が剣之介とゼルの星に行きたいことを告げた時は「お正月には帰って来なさいよ」とどこか抜けた返事をするなど、マイペースに振る舞っていた。
エピローグでは調査航宙艦「くろべ」に乗り込む由希奈を小春と共に見送るが、過保護な性格は直らずにいる。
トム・ボーデン
声 - 木村良平
GAUS部隊長であり、GAUS1号機パイロット。31歳。階級は大尉。「ケツ」「クソ」「ビッチ」などといった、アメリカ風の下品な罵り言葉を好むなど口は悪いが、面倒見は良い。神美からは「殺人機械」と呼ばれている。夏休みを利用した合宿では、指導教官として剣之介や由希奈を扱いた。戦闘は猪突猛進気味だが決して無謀ではない。戦いは大人にまかせておけばいいという考えを持ち、ソフィーの帰国の件も反対しなかった。だが、由希奈が攫われた際は絶対に助けにいくべきだとグラハムに進言するなど、仲間思いでもある。GAUSの単座式導入の際は、模擬戦で街を壊し過ぎるために1人乗りはまかせられないと、グラハムから注意されるも結局はパイロットを任されている。エフィドルグの母艦降下時はヒートスピアを何本も使いヘッドレス相手に無双するが疲労も濃く、最後は剣之介に助けられる。その戦闘でのセバスチャンの自爆には、人一倍悔しがっていた。カルロスの映画撮影時は謎の覆面男「ミスターT」として飛び入り参加する。
最終決戦ではドワーフを操縦して研究所の奪還部隊を援護し、ゼルの手助けで保管されていたロングアームへと搭乗。ゼルの「人非ざる者になる」という忠告も一蹴して纏い手となり、戦場に舞い降りる。決戦後はオーガに乗ることを望んだ。
最終話では枢石のワームホールに向かうクロムクロとメドゥーサの無力化命令を受け、オーガでメドゥーサを切り落とした後はクロムクロの前に立ちはだかり、軍人として今という時代を守るため剣之介の敵となる。だが、実は本気で命令を遂行する気は無く、自身が出撃すれば他者が剣之介を追撃しないことを見越しての行動であった。そして剣之介の戦法の前に敗北した後は旅立つ彼を「あばよ、クソ侍」と見送った。
エピローグでは母国に戻り、教官として過ごす日々を送っている。
劉 神美（リュウ・シェンミイ）
声 - 植田ひかる
GAUS1号機ナビゲーター。27歳。階級は准尉。淡々とした、無口でクールな女性。普段は帽子を被り、ショートパンツ姿のラフな格好で過ごしている。特技はマッサージで、合宿では疲労していた由希奈を施術する。第14話では「エフィドルグと戦った経験が多い由希奈の意見は重要」だと、彼女からの通信を無下にしようとしたトムに忠告した。
後に、新たに配備されたGAUS3号機のパイロットとなる。エフィドルグの母艦降下時はロックヘッドと戦うことになり、奮戦するも乗機を大破され、止めを刺される寸前に脱出装置で脱出した。カルロスの映画撮影時はカンフー使いとしてトムと共に飛び入り参加している。最終決戦ではドワーフに乗り込み、生身で奪還部隊を支援した。決戦後は安保理の決定でトムの相方としてオーガへ乗ることになる。最終話ではトムと共にオーガで剣之介と敵対するが、彼女も命令を遂行する気は持っていなかった。
エピローグではトムと同じように母国へと戻った。
セバスチャン / 茂住 敏幸（もずみ としゆき）
声 - 楠大典
GAUS2号機ナビゲーター。38歳。頭頂部を金髪に染め、腹の出た小太りの体形、私服はだらしなく襟元を開いた紫色のシャツを着ているなど、一見するとヤクザかチンピラのような外見だが、陸上自衛隊の一等陸尉という肩書を持ち、近接格闘術に関しては剣之介を圧倒するほどのエキスパート。戦闘ではソフィーを支えながら冷静に状況を分析する。ソフィーの運転手を務めるなど執事になるのが夢で、見た目にそぐわない上品な口調や立ち振る舞いを演じ、周囲に本名ではなく「セバスチャン」の呼称を定着させている。知識や教養も高く、日本の高等学校教員の免許を持っており、普通高校で行われる教科の免許を軒並み所得していることから、夏休みの合宿では武隈に頼まれて剣之介と由希奈の教師役として授業を行った。
ソフィーがGAUSへの搭乗を禁止・自宅謹慎を命じられた際は、彼女から「もう迎えをしなくてよい」と言われ、ショックを受ける。それでも忠誠心は変わらず、研究所からソフィーに連絡が着かないことを知らされると、大急ぎで彼女の元へ駆けつけた。
エフィドルグの母艦降下時はスパイダーを相手取るが、戦闘で機体を中破され負傷する。その後、ソフィー達が乗る車を狙ったスパイダーに組み付き、残っていた炸薬を使って自爆、生死不明となる。
しかし、第24話の最終決戦において生存していたことが判明。髭を生やし負傷した身ながらもソフィーの前に姿を見せ、GAUS2の残骸を使ってミラーサが乗るスパイダーの撃破に一役買った。隠れていた際に研究所内の隅々を調べて仕掛けをしており、最終話では由希奈を手助けするソフィーの前に現れて「私も懸けましょう、あなたの未来に」と協力を申し出た。
エピローグでは由希奈やソフィーと共に調査航宙艦「くろべ」のクルーとなる。
アーサー・グラハム
声 - 小西克幸
黒部研究所の守備隊隊長。イギリス陸軍出身の少佐。所長の洋海やハウゼン達とブリーフィングを行い、トムやソフィーら実動部隊に指示を出す。剣之介に「ケン」と愛称を付けるなど、彼や由希奈を指揮下に快く迎え入れる。第14話では剣之介に「負傷した身で無理強いだということは分かっているが、それでも研究所を守って欲しい」と懇願する。第15話ではGAUSの単座式改修に伴い、神美とセバスチャンにパイロットへの転属を命じる。洋海が反乱を起こした際は彼女を逮捕するが、後に拘束を解いている。エフィドルグの母艦降下時は、研究所を放棄して全職員へ避難を命じた。第23話ではカルロス主催の映画撮影を「遊べるうちに遊んでおくものだ」と、大人として見守っていた。
最終決戦ではムエッタの協力も得たことで洋海や奪還部隊を率いて研究所内部へと突入。司令室を取り戻すことに成功する。
剣之介やゼルを危険視する上層部との折り合いに悩むも、最終話では指揮官としてクロムクロとメドゥーサの無力化を命じる。剣之介たちがワームホールの先へ消えた後は、若者を死地に送ってしまったことに対する自分の不甲斐なさを悔やんでいた。
エピローグでは母国のイギリスに帰国している。
リタ・フェレイラ・メンデス
声 - Lynn
守備隊司令室のオペレーター。眼鏡の女性。色黒の肌に赤毛の髪が特徴。エフィドルグ母艦降下時にベスを庇ってカクタスに捕まり、洗脳されてしまう。身柄は第24話で研究所奪還部隊に保護されたが、洗脳の後遺症で心は廃人同然となる。
エピローグでは車椅子に乗っていたが、言葉を発してベスに驚かれる。
エリザベス・バトラー
声 - 木村珠莉
守備隊司令室のオペレーター。リタの同僚。金髪にそばかすが特徴。リタとは仲が良いようで、彼女がカクタスに捕まった際は悲痛な表情をしていた。研究所奪還作戦時は部隊に加わり、真っ先にリタの元へ駆けつけている。
エピローグではリタの介護をしながら出発する由希奈を見送っていた。
荒俣 稔（あらまた みのる）
声 - 巻島康一
黒部研究所の主席研究員。老練な学者。穏やかな性格のため、突発的な事態に弱い。由希奈がエフィドルグに攫われた際は洋海やポーラと共に剣之介とムエッタがクロムクロに乗れるよう手助けを行った。
ジローラモ・カシラギ
声 - 手塚ヒロミチ
黒部研究所の研究員。調査部所属。アフロ気味な髪が特徴。第1話で剣之介とカクタスの戦闘に巻き込まれかけ、第10話ではフスナーニに襲われ、第21話では由希奈救出に手を貸していないのに荒俣やポーラと共に拘束されるなど、運が悪い。
ポーラ・コヴァルチック
声 - 佐藤利奈
黒部研究所の研究員。開発部所属。ジローと共にクロムクロの輸送を担う。明るく前向きな性格で、影ながら剣之介や由希奈をサポートする。最終話では手の平を返したような国連の非道な行為をゼルに謝罪し、彼からリディを託された。
ジュール・ハウゼン
声 - 内田夕夜
黒部研究所の専属医師。生化学や解剖学の権威。剣之介や由希奈の身体検査も担当する。白衣の下にはパワーアシストスーツを装着している。少々マッドサイエンティストの癖があり、周りが見えなくなることがあるが、医術の腕は優秀。第9話では剣之介と由希奈の専用パイロットスーツを開発した。第15話ではムエッタに刺された剣之介の腹の傷がナノマシンのおかげで早く治ってしまったことに残念がって、「君を一番に解剖するのはこの私だ」と念を押していた。後にムエッタが保護された際は、分析した彼女の遺伝子情報や治療方法などを洋海や剣之介に伝えている。
第25話ではエフィドルグの洗脳を解く手段が無いことや、今までに誘拐された人間の死亡をグラハムに教える。本人の興味はあくまで調査・研究に注がれており、ムエッタに薬を使い貴重なサンプルとして扱うその姿を剣之介に激怒される。その一方で、負傷者が多数出た時は普段のような対応を封印して適切なトリアージを行うなど、いざとなれば医者としての立場を順守する清濁併せ持った性格の持ち主である。最終話では茅原純大の実の父で、妻とは離婚済みなこと（茅原の話によれば今は4人目の旦那と旅行中）が明らかとなった。純大に対しては親馬鹿な面があり、彼が訪問するだけで喜びのあまり我を忘れてしまう。
エピローグでは剣之介の血液（ナノマシン）を利用して作った彼の生死が分かるペンダントを由希奈に渡す。
赤城 哲也（あかぎ てつや）
声 - 上田燿司
黒部研究所のGAUS整備班班長。涼斗の父親。GAUSの機体や武装を整備する。富山空港での戦闘後、息子が無事生還した時は親として厳しく叱っていた。彼のパイロットという進路には、呆れながらも「何者かになってみろ」と話している。
エンリケ
声 - 河内孝博
黒部研究所の作業員。カルロスの父親。考古学者でアーティファクトの発掘班に所属する。地下作業場にて枢石を見つけた。カルロスと違って陽気な性格。

### 国連関係者
国連事務総長
声 - 宮沢きよこ
国際連合の代表。黒人系の女性。エフィドルグへとアーティファクト（クロムクロ）を渡すことは考えていない。アーティファクトの運用に関しても黒部研究所へ全権を委任する。剣之介が書いた鬼の似顔絵を見た時は絶句していた。エフィドルグの母艦降下時は、研究所を守るための援助を惜しまないことをグラハムと洋海に告げた。最終決戦後は一連の騒動を経て軍拡競争に走る大国の都合に譲歩、エフィドルグの対抗勢力には何もしないという決定を下し、枢石を破壊する命令をグラハムへ伝える。
キャリー・ダノム
声 - 本田貴子
国連の地球外生命体研究局に所属する女性。黒部研究所にて剣之介と捕虜となったフスナーニに対し尋問を行う。フスナーニが脱走した際は生きて彼を捕まえるように洋海達へ告げた。剣之介の素性を疑い、彼への監視を強めるべきだと考えている。フスナーニの死後、彼の遺体を引き取った。第25話では再び研究所を訪れ、剣之介やゼルがもはや世界にとって危険な存在であるという警告を行う。ムエッタに対し非人道的な監視と軟禁を行うことで、剣之介が自発的に脱走を図るよう仕向け、合法的な処分を狙っていた。最終話では兵士を率いて反逆の意志を見せた剣之介の拘束を試みるが、由希奈の救援で失敗する。
ヒース・キングスレイ
声 - 田中進太郎
キャリーの同僚の男性。彼女と共に黒部研究所を訪れる。フスナーニの事件後もキャリーと剣之介の監視を続けるが、第12話を最後に以降は登場しない。

### 由希奈の家族・親族
白羽 岳人（しらはね たけひと）
声 - 大川透
由希奈と小春の父。素粒子物理学の研究者だったが、ある時を境に「鬼」の伝説を追い求めるようになる。マスコミを通じて鬼と宇宙人の関係などを発表するが、当時は嘲笑の的であった。今から8年前に「鬼と仲良しになって帰ってくる」と言って出かけ、そのまま失踪する。
第22話でゼルが洋海と由希奈、小春に面会して岳人との出会いを語り、色々な食料を置いて鬼を捕まえようとしていたことや、彼に自分の素性や地球の危機を教えたこと、そして「次は家族を連れてくる」と言って別れた岳人が、山を降りる際に遭難して雪に埋まり命を落とした真相を伝えた。ゼルイーガーの名前を「ゼル」と名付けたのは岳人であり、彼が身に着けていた時計は形見としてゼルが持つこととなった。
白羽 小春（しらはね こはる）
声 - 麻倉もも
由希奈の妹。9歳。小学校3年生。好奇心旺盛な性格。時代劇が好きで本物の侍の剣之介と仲良くなる。温泉旅行では由希奈や剣之介らと共に旅を楽しむも、姉がエフィドルグに攫われたと聞いた時は心配から涙ぐんでいた。後にポーラから彼女の無事を知らされ、安堵する。
エピローグでは中学生に成長しており、制服を着た姿で洋海と共に旅立つ由希奈を見送った。
薬師（やくし）
声 - 後藤哲夫
由希奈と小春の伯父。「聖王院万力本願寺」の和尚。普段は作務衣姿。ワーカーホリックな洋海に代わり保護者として彼女の娘達の面倒を見る。右も左も分からず暴れる剣之介を説得し、自宅に住まわせる。落ち着いた性格で、誰かしらを諭す描写が多い。温泉旅行ではバスの運転手を務めた。
コジョ
薬師和尚の家で飼われている白色のオコジョ。小春と仲が良く、だいたい一緒にいる。時折、凶悪な表情を浮かべたりもする。知能も高く、雪山で由希奈が倒れた際は、ムエッタをその場所へ案内した。

### エフィドルグ
ヒドゥ
声 - 中西英樹
エフィドルグの「ゲゾンレコ隊」の1人。イエロークラブの搭乗者。真面目な性格で、武人としての誇りを持つ。クロムクロとの初戦では乗機を中破されて撤退した。その後、機体の改修を行い富山空港にて再戦するが敗北する。そしてコクピットから外へ出て素顔を晒し、剣之介と由希奈に自身の素性を語り勝利を賞賛した後、「ただでは死なん」と、クロムクロをそこで道連れにすべく機体を自爆させて死亡した。この様子は茅原の手で世界中に動画配信され、地球人類の前に初めて姿を現したエフィドルグの人間となった。
フスナーニ
声 - 遊佐浩二
エフィドルグの「ゲゾンレコ隊」の1人。ロングアームの搭乗者。状況判断力に秀でているが、性格は尊大で嗜虐的。北米に降り枢石を回収した。母艦へ帰還後にレフィルから命令を受け富山に降下する。母艦のトラクタービームでクロムクロを捕獲しようとするが失敗し、崩れやすい崖を利用した由希奈の策に引っ掛かり敗北。コクピットから出て降伏を申し出る。捕虜となった後は研究所でエフィドルグに関する尋問を受けるが、自身もクロムクロの搭乗者に会わせろと要求。移動中に拘束を解いて脱走し、由希奈と遭遇した際に彼女を人質に取る。
そして由希奈を連れて地下に降り、枢石を確認する。その後、クロムクロの格納庫へ向かうが剣之介と相対し、彼との剣戟の末に追い詰められ、自暴自棄となり由希奈を道連れにしようとするが、剣之介に刀で体を貫かれて通路から落下し、死亡した。
なお、剣之介はフスナーニの素性が自身と同じ時代の人間で、鷲羽家の三番組組頭、斎藤定九郎ではないかと推測している。反対に、フスナーニ自身は身に覚えがないようで、逆に剣之介の記憶が改竄されているのではないかと疑っていた。
ミラーサ
声 - 山田唯菜
エフィドルグの「ゲゾンレコ隊」の1人。スパイダーの搭乗者。直情的な性格で自身の名誉や手柄目当てに勝手に動く癖があり、単独で地球へと降りたムエッタに続き、自らも出撃する。富山でクロムクロやGAUSと交戦するが、乗機を傷つけられて山中へと一旦撤退した。しかし、ムエッタも機体を降ろしたことを知り、焦って再び出撃。彼女と連携も取らず独自に攻撃を続けた結果、逆に連携していたクロムクロとGAUSに乗機を大破され、ムエッタに助けられて撤退する。
母艦に帰還後はムエッタの信頼を得ようと「ムエッタ姉様」と呼ぶようになり、彼女と二人で再び地球に降りる。だがそれは演技だったようで、研究所内で出会った剣之介にムエッタが「雪姫」と呼ばれたことにも不信感を増幅させ、脱出後に邪魔者となったムエッタを裏切り、ナイフで刺して殺害しようとするが、止めを刺す直前にダムに逃げられてしまう。回収任務に来たヨルバには「ムエッタは討死にした」と嘘の報告をするが、「例え死体であろうと彼女も回収する」と告げられ、ムエッタが生きていた場合を恐れて焦ることとなる。その後はヨルバのブルーバードに同乗して母艦に戻る。
カクタスがムエッタ（由希奈）の回収をしたと知ると、嘘の発覚前に生命維持装置内の彼女を由希奈と知らないまま殺害しようとするが、由希奈が既に目を覚ましていたため、またしても殺害に失敗。そして発見した由希奈をまだムエッタと信じ込んで愉悦しながら襲い掛かり、追い詰めた先で彼女を助けに来た剣之介に防がれる。その折に本物のムエッタを目撃し唖然としていた。
黒部研究所への母艦降下時はGAUS2に乗るセバスチャンと戦い、彼の機体を中破させる。その後、研究所から逃げようとする車両にムエッタが乗っていることに気付き、それを狙うもセバスチャンに阻まれて自爆に巻き込まれるが、無傷で助かっている。
最終決戦では因縁のムエッタと対峙するが、もはや彼女の言葉には全く聞く耳を持たず、ムエッタから「哀れな女」と称された。最後は生存していたセバスチャンが起動させたGAUS2の攻撃に不意を突かれ、直後にメドゥーサの刃を受けて戦死する。
ムエッタ
声 - 豊崎愛生
エフィドルグの「ゲゾンレコ隊」の1人。メドゥーサの搭乗者。容姿は剣之介の主の雪姫と瓜二つ。独断で落下物の破片に紛れて富山に降下し、「立高祭」を開催中の立山国際高校に単独で侵入。ステージ上にてエフィドルグについて講演中だった剣之介を襲撃する。だが、止めを刺そうとした瞬間に現れたゼルに邪魔され失敗。戦っている最中に剣之介が黒部研究所へ搬送されてしまい、急遽母艦から乗機を呼び出す。そして怪我を押して出撃してきた剣之介のクロムクロを相手取るが、スパイダーとGAUSの乱入で混戦となり、連携行動を取る剣之介達に機体を損傷され、やられそうになったミラーサを助けて共に撤退した。
母艦に帰還後、レフィルに雪辱を果たす機会が欲しいと訴え、ミラーサと共に生身で地球に降りる。そして殺した作業員の服を奪って研究所の中に潜入し、発見した剣之介を今度こそ殺害しようとするが、自分を「雪姫」と呼んだことに戸惑い、さらに彼がソフィーや国連兵の前に立ちはだかって自身を庇ったこともあり、命は奪わなかった。「枢石」の確認もしたことで脱出を図るも、手柄のために彼女を殺すつもりでいたミラーサにナイフで刺され、殺される寸前にダムへ飛び込み、その場から逃走。剣之介と由希奈が訪れた温泉で傷を癒していたが、由希奈に見つかった後に負傷と疲れから気を失って倒れてしまう。
その後は黒部研究所で治療を受けていたが、剣之介から体内ナノマシンを活性化させるための輸血を受けて意識を取り戻す。剣之介の行為もあってか以前の殺意は薄まっており、彼から由希奈救出の手助けを求められて、共にクロムクロに乗ることを了承。そしてコクピット内で雪姫のメッセージを見て、レフィルへの疑念と何が真実なのかを確かめるため、思いを新たにする。
母艦にクロムクロが収容された後、レフィルと面会するが疑問には答えてもらえず、剣之介が発見されて裏切りを知られ、処刑されそうになるもメドゥーサに乗り込んで無事に脱出を果たした。研究所到着後はエフィドルグであるとして拘束される。その際にゼルから自身がクローンであり、偽の記憶を受け付けられていることを教えられ、衝撃を受ける。心を乱されて逃亡するが、彷徨っていた雪山で意識を失った由希奈を見つけ、自らの体で彼女を温めて命を救った。以前に自分を助けようとする人々の懸命な行動を見た件など、地球人への印象の変化や自分の存在意義、記憶の不確かさなどから混乱して涙するも、目覚めた由希奈に慰められ、立ち直る。第23話では制服を着て由希奈に高校へ連れていかれ、クラスの面々と交流。ソフィーや茉莉奈から心遣いを受けて、カルロスの映画撮影に参加する。最終決戦においては自分の真実を知りたいと、ついにエフィドルグから離反することを決意し、取り戻したメドゥーサに搭乗。剣之介やソフィー、トムと共闘する。
決戦後はゼルの話から今まで見ていた記憶がゼルの星のものだという事実を知り、剣之介に「例え偽りの記憶としても故郷の夕日が見たい」と語る。だが、研究所では行動の自由と引き換えに首にスタンガンを付けられ、実験体のような扱いを受ける。彼女の現状や国連の態度に憤った剣之介から枢石のワームホールでゼルの母星へ向かう作戦を聞き、最終話では彼に命を預けることを告げてクロムクロに搭乗。剣之介と由希奈の口喧嘩には「そなた達を見ていると本当に飽きないな」と笑っていた。最後は開かれたワームホールの先に剣之介やゼルと共に旅立って行った。
ヨルバ
声 - 谷山紀章
エフィドルグの「ゲゾンレコ隊」の1人。ブルーバードの搭乗者。赤いサングラスを掛けている。自尊心が強く反論を嫌う性格で、情報処理能力に優れる。また、死体好きという趣味を持つ。レフィルからミラーサとムエッタの回収を指示されて、富山に降下。その際は迎撃に出てきた戦闘機を造作もなく撃墜している。ミラーサを回収後、出撃していたクロムクロを倒すべく攻撃を仕掛ける。最初は飛行型である乗機の戦法を生かして戦闘を優位に進めるが、突然現れたクロウが合体して飛行能力を得たクロムクロの前に機体を損傷され、任務も途中だったことからその場から撤退する。
後にカクタスが回収した由希奈については、生体の情報からムエッタに間違いないとレフィルに報告する。だが、回収したのが由希奈だと知るとあっさり彼女を処分しようとした。ムエッタの裏切り後はクロムクロとメドゥーサをトラクタービームで地球外に飛ばそうとするが、クロウの介入で失敗する。母艦降下時はクロムクロを相手取った。
最終決戦でもクロムクロと戦うが、マスドライバーから射出されたソフィーが乗るGAUS1の奇襲攻撃に動揺した隙をクロムクロに突かれ、超振動刀を乗機に突き刺されて墜落、敗北する。その後は研究所の捕虜となるが、面会に来たムエッタには厳しい言葉を投げかけていた。以後のヨルバの扱いについては描かれていない。
イムサ
声 - 櫻井トオル
エフィドルグの「ゲゾンレコ隊」の1人。ロックヘッドの搭乗者。禿頭と筋肉質な体型が特徴。任務に失敗して戻ってきたムエッタとミラーサを嘲笑する。由希奈救出作戦が行われた時はレフィルに命じられて残りの枢石を回収しており、母艦にはいなかった。肉体派で好戦的なため、黒部研究所への母艦降下時は真っ先にクロムクロと戦おうとするが、ミラーサとヨルバに窘められる。その後は神美のGAUS3号機と相対し、彼女の機体を大破させている。
最終決戦ではミラーサやヨルバと共にクロムクロを迎え撃つが、ソフィーやムエッタの参戦でミラーサとヨルバが撃破され、一人追い詰められた先でレフィルの命令を受け、乗機をオーガと合体させる。だが、戦闘の末に由希奈が突き刺した超振動槍でロックヘッド部分を破壊されて戦死する。
レフィル
声 - 斧アツシ
エフィドルグの「ゲゾンレコ隊」の1人。7名で構成された部隊の隊長。本隊に援軍を求めず、自分の隊のみで目的を果たそうとする。クロムクロを奪ったとして帰還したムエッタと面会するが彼女の疑問には答えず、剣之介を連れ込んでいたことでムエッタを裏切り者認定し、ヨルバと共に処刑しようとするが逃亡を許す。そして枢石回収任務に出ていたイムサが戻ったため、最後の枢石がある黒部研究所へ攻め込む決断を行い、母艦を地球へと降下させる。
降下後は枢石を完成させてワームホールを開こうとするが、それを防ぐために突入してきたクロムクロや研究所奪還部隊との最終決戦に突入。ミラーサとヨルバの敗北を受け、ついに自らオーガに乗って出撃する。イムサのロックヘッドと機体を合体し、剣之介やムエッタに襲い掛かる。しかし、由希奈の作戦で乗機を撃破されてしまい、驚きつつもかろうじて撤退。枢石の作業を完遂させようとしていた所、潜んでいたゼルに背後から刺されて重傷を負う。
頭の兜が外れたその素顔はゼルと同じであり、彼の種族のコピーであった。ゼルの尋問を受け、自身がエフィドルグに造られた辺境管理官で、本星の情報は与えられていないが、枢石が作動しないと更なる大規模艦隊が通常航行で出撃すると告げる。
第25話ではエフィドルグの敵対勢力の存在や、目的達成後の辺境矯正官は処分されることを明かした。その後の生死は不明。

### その他
雪姫（ゆきひめ）
声 - 豊崎愛生
剣之介の主君で、彼と同じ戦国時代の人物。鷲羽家の若き姫君。450年前に地球へとやって来たエフィドルグ先遣隊の残党に城を落とされ、両親を失う。自身も誘拐されていた所を先遣隊を追い地球に来たゼルに助けられた。なお、カクタスの群れから雪姫を救った際のゼルを目撃した剣之介は、長い間彼が雪姫の仇だと思い込んでいた。ゼルが敵から手に入れたクロムクロは二人乗りで、ゼルや彼の仲間は機体に乗れないためクロムクロへの搭乗を頼まれるが、仇を討てるなら構わないと承諾し、怪我を負いながらも唯一生存していた剣之介をパートナーに決める。ゼルから空の彼方にも国があることを教えられた時は、「我が子孫が星々の世界に旅立つか」と呟いていた。そして目が覚めた剣之介と共にクロムクロの纏い手になり、後部座席に乗ってエフィドルグと戦っていたが、ある際に敵機の自爆に巻き込まれ、その命を散らせた。
第19話ではクロムクロのコクピット内に自身の血族へ向けてメッセージを残していたことが判明する（遺伝的に由希奈は雪姫の遠い子孫にあたる。雪姫や彼女の両親は亡くなり鷲羽家は断絶したが、岳人は鷲羽に傍系が存在すると仮説を立てていた）。エフィドルグのムエッタは彼女と瓜二つだが、それはムエッタが雪姫の遺伝子から造られたクローンであるため。
ゼル / ゼルイーガー・ミュンデフ・ヴィシュライ
声 - 宗矢樹頼
カクタスに襲われそうになった由希奈を助けた黒マント姿の謎の人物。大剣を持ち、由希奈の父・岳人の腕時計を付けている。側には「リディ」と呼ぶ青色のカクタスの改修機を連れている。黒鷲谷でカクタスに襲われた由希奈を助け、頭の傷を手当てし、「白羽岳人は既にこの世におらず、ここであったことは忘れろ」と告げ、彼女を解放した。その後、由希奈は記憶を頼りに、彼がいたと思われる隠れ家の場所を再度訪れたが、その痕跡は何も残っていなかった。
「立高祭」でムエッタが剣之介を襲った際に突如現れ、剣之介を庇ってムエッタと対峙。彼女と剣戟を繰り広げた末にどこかへ姿を消す。その時に明らかになった姿はかつて剣之介が戦国時代に目撃した雪姫を抱きかかえた人物と同じであった。普段は骸骨のような白い仮面を付けているが、素顔は赤黒い肌と赤い瞳、2本の角が特徴で、いかにも鬼のような面をしている。
第19話にてソフィーにメッセージを送り、了承を得た後に彼女の自宅で会談の場を設ける。ソフィーには冷静で論理的に会話が可能な人間と判断し面会相手に選んだという理由を打ち明け、自分の名前が「ゼルイーガー・ミュンデフ・ヴィシュライ」であり、「ゼル」と呼んで欲しいことを申し入れる。
会談では自身が地球以外の星で生まれ、故郷をエフィドルグに征服されたこと、仲間の仇を取り他の星を救うため地球にやって来たこと、今までは地球人類と最小限の接触に留めていたことを話し、彼女へエフィドルグの情報が入ったUSBメモリを託す。ゼルの種族は長命で、既に450年以上を生きている。既婚者で妻と娘がいたが、二人共エフィドルグに殺されている。エフィドルグの母艦降下後は、ムエッタに彼女の正体がクローンであることを教え、洋海や由希奈、小春と面会。8年前に岳人と出会い、彼と友人になるものの、別れた後に彼が落命したことを伝えて形見であった岳人の時計を洋海に渡した。それからは黒部研究所の首脳部とも関係を持ち、地球側と協力体制を築く。
最終決戦では自動操縦のクロウをクロムクロと合体させ、自らは研究所内に突入。トムをロングアームに乗せた後、逃げ帰って来たレフィルを剣で突き刺し、負傷した彼を洗脳して尋問する。決戦後は剣之介やムエッタに450年前に仲間と敵母艦を奪って地球に向かった先遣隊を追い、相手を破壊したものの残党が地球に降り立ったこと、クロムクロを奪うがゼルや仲間は機体に乗れず、協力者が必要だったことから助けた雪姫と剣之介を纏い手にした真実を明かした。
ゲゾンレコ隊撃破の戦果を挙げた反面、国連からは危険視されてムエッタと同じく首輪型スタンガンを装着される。だが、ゼルの母星から抵抗勢力が最後の戦いに挑むとの通信が届き、同じく居場所が無いと悟った剣之介の作戦を聞いて、それに乗ることを決意。母艦内で枢石が不安定だと騒いで人を遠ざけ、ワームホールを開く。その際にポーラから国連の非道な行為を謝罪されるが、「君のような人がいる限り、私の行いは無駄ではなかった」と返し、リディを託した。最後はクロウへ乗り込み、剣之介やムエッタと共にワームホールの先へ旅立っていった。

## 登場兵器

### 地球の兵器
クロムクロ
黒部にて60年前のトンネル工事中に発見された「アーティファクト」の一つである人型機動兵器。現在も解析作業が行われている。重量は約300tもあり、これを動かせなかったことが、この地に研究所が置かれた理由である。コクピットである「ザ・キューブ」が組み込まれることで起動する。剣之介の乗機で複座式の機体。元は450年前の戦国時代にエフィドルグの先遣隊が使っていたグロングルで、彼らを追って来たゼル達が奪い取り、当時は剣之介と雪姫が搭乗していた。エフィドルグでの機体名は「武羅愚魔（ブラグマ）」。頭部が左右非対称なのは修復痕のため。現在のエフィドルグからすれば数百年前の機体であり、本機を見たフスナーニも「旧式」と呼んでいる。
機体自体はナノマシンの集合体で構成され、例え戦闘で損傷しても周囲の物質を吸収して徐々に修復できる。操縦にはナノマシンのインプラントが必要不可欠で、纏い手となった契約者（当初は剣之介と由希奈の二人）しか起動できない。完全なる身体拡張を目指した設計思想で製造され、操縦は頸椎インターフェイスと直結しているため自分の体を動かすことがクロムクロを動かすことに繋がり、操縦枠を動かす必要はない。それゆえ、素人が乗っても力は発揮できず、うまく操れるのは武芸者に限られる。最も複座式のクロムクロの場合、重要なのは「システム本体」を統括する由希奈（や雪姫）の方で、彼女が戦闘中に「痛い」、「気持ち悪い」などと反応するのは、これが原因である。いわば後ろが本体と呼べる形で、剣之介は「暴れ役」にあたる。
武装は背部に装備した二振りの青白く光る超振動刀で、近接戦闘に特化している。この超振動刀は敵が使用する物も含めて、対象を斬撃・刺突するとアポトーシス命令でナノマシンの再生システムを破壊・無力化する作用があり、敵は刺された箇所から徐々に青黒く変色して機能停止する。また、ゼルのクロウと合体することができ、その際は翼による飛行と重力シールドの展開が可能になり、超振動槍も装備される。
第19話ではエフィドルグに攫われた由希奈を助けるため、ムエッタが後部座席に搭乗。最終話では剣之介とムエッタが乗り、ワームホールを使ってゼルの母星へ向かった。
GAUS（ガウス）
黒部研究所に配備された実験用の試作ジオフレーム。GAUSとは「重力減衰型直立外殻（Gravity Attenuated Upright Shell）」の略称。エフィドルグ側からは「グロングルもどき」と呼ばれる。作中の初めはGAUS1とGAUS2の2機のみが造られ、重力制御の実験機材としての側面も持つため、パイロットとナビゲータが乗る複座式を採用している。アーティファクトなどを解析して得られた技術から、ほぼ地球独自に製造したパーツで構成されるが、重力制御システムやナノマシンの再生技術に関しては再現不可能となっている。製造された機体はほぼ同じ外観だが、頭部エクステリアは各機ごとに異なる。
武装は単発式の120mmガトリングガン（APFSDSや粘着榴弾を装填する）とリボルバーナイフ（火薬の力でブレードを押し出す）、折り畳み式のシールド（手持ちと肩部へのマウントが可能）。第9話からは先端部に爆弾を付けた伸縮式のヒートスピア（穂先で穴を開け、穴を開けた瞬間に中で爆発する）が追加された。遠隔地へ発進する際は研究所のマスドライバーから射出される。また、輸送用に専用運搬トレーラーも用意されている。
第15話で戦力増強のため単座式の「GAUS・改」に改修することが決定され、実験機材を撤去し、システムの簡略化やパイロットをサポートするAIの試験導入、FCSの大幅なアップグレードが行われた。後にGAUSは純粋な軍用機として再設計され、ロスアラモス国立研究所が設計・製造した機体の部品が、第17話で米軍により研究所に届けられた。新造機はGAUS・改と同様に単座式でバイタルパートには増加装甲が施され、新たに脱出装置も搭載し、慣性制御の応答性向上により操縦性も良くなった。3号機が第21話で初陣を果たす。4号機も組み上げ中だが、稼働状態に至っていない。エピローグではカラーリングが黄色系統の新型機が完成している。
GAUS1
GAUSの1号機。トム・ボーデンと劉神美が搭乗する。カラーリングは緑系統。第12話では、重力制御の拡張による水面上の歩行機能実験を行っている。改修後はトムの乗機となる。第21話では倒したヘッドレスの超振動刀を奪って装備していた。第24話ではソフィー・ノエルが本機へと搭乗した。最終的に対オーガ戦で大破・破壊される。
GAUS2
GAUSの2号機。ソフィー・ノエルとセバスチャンが搭乗する。カラーリングはオレンジ系統。改修後はセバスチャンの乗機となる。第21話にてスパイダーを道連れに自爆・破壊される。最終決戦時、残骸が辛うじて稼働できる状態にあり、メドゥーサの支援を行った。
GAUS3
GAUSの3号機。劉神美が搭乗する。カラーリングは青系統。第21話では回収されたロングアームの超振動刀を使用している。ロックヘッドとの戦闘で大破するが、神美は脱出した。
ドワーフ
アメリカで開発された小型の汎用ジオフレーム。国連軍や米軍海兵隊、陸上自衛隊に配備されている。この大きさのフレームならば重力制御がいらず自立して二足歩行ができる。黒部研究所の守備隊配備機は12.7mm機関銃か対戦車ミサイルを選択して装備する。また、前面には半透明の盾を持つ。トムと神美は第3話での小春を誘拐したカクタスを倒す際や、第24話での研究所奪還作戦時に搭乗している。最終話では陽動のためにソフィーとセバスチャンが乗り込んだ。カラーリングは国連軍仕様が白、米軍海兵隊仕様が緑、陸上自衛隊仕様がオリーブドラブ。

### エフィドルグの兵器
カクタス
エフィドルグが使用する量産型の小型ジオフレーム。無人機であり、機体名称は各部のトゲがサボテンを連想させることから国連が名付けた。エフィドルグでの機体名は「傀儡（クグツ）」。鳥か恐竜のような形をしており、首と腕を折り畳むことができる。両腕部に武装として超振動ブレードを内蔵する。各地で人間を攫うという、謎の行動を起こしている。なお、スリープモードにて潜伏している個体もいる。カクタスはカラーリングごとに役割が与えられ、赤色が戦闘用、黄色がメンテナンス用、青色が情報処理サポート用となっている。第8話で由希奈を襲撃した際は、彼女が潜り抜けた倒木の下を自分も無理に潜ろうとして立ち止まり、由希奈に「アホの子」とまで呼ばれるなど、コミカルな姿も見せた。第21話では黒部研究所に侵入した機体が職員への洗脳を行う。
リディ
ゼルの側にいる青色のカクタス。元々は450年前の先遣隊の機体で、損傷・放棄されていたものをゼルが見つけて回収し、修理と調整を施した。ほぼ半壊状態だが、ゼルを乗せて走れるなど行動に支障は無い。発声機能などは持たないが、ゼルによれば慣れると意思疎通が可能となるらしい。
最終話にてゼルの元を離れ、研究所側に託された。
ヘッドレス
エフィドルグが使用する量産型の大型ジオフレーム。カクタスと同じく無人機で、機体名称は「首が無い」というその外見から国連が名付けた。由希奈も「首無し」と呼んでいる。エフィドルグでの機体名は「降馬（ゴウマ）」。重力制御と慣性制御が可能であり、本機を含む大型機は遠距離からの攻撃を無効化するバリア「重力シールド」を機体周囲に展開できる。武装は両肩部に収納する2本の超振動刀。第21話では母艦から黒部研究所に向け大量に投下された。
イエロークラブ
エフィドルグが使用する指揮官用大型ジオフレーム。初めて確認された有人機で、搭乗者はヒドゥ。世界中に降下した6機の内の1機。降下先は日本の富山。ヘッドレスよりも高出力の重力シールドを展開でき、背部には大型のサブアームを持つ。機体名称は黄色基調のカラーリングと、蟹に似た背部ギミックに因み国連が名付けた。エフィドルグでの機体名は「巍巍（ギギ）」。
クロムクロとの初戦では左腕部を切断され撤退。その後に左腕を修復・換装して、2機のヘッドレスと共に富山空港付近へ降下し、クロムクロと再戦するが激戦の末に敗れ、ヒドゥの手で自爆した。エピローグでは爆発のクレーター跡が、富山きときと宇宙港の施設の一部として利用されている。
武装は腰の後ろに差した2本の超振動刀と両サブアーム部に装備する伸縮ブレード。また、左腕は修復後に青色の伸縮アームへと新たに換装され、中距離攻撃も可能となった。
ロングアーム
エフィドルグが使用する指揮官用大型ジオフレーム。搭乗者はフスナーニ。世界中に降下した6機の内の1機。降下先は北米のネバダ州南部。2本の角が下向きに生えた細長い頭部を持つ。本機最大の特徴は背部の異様に長い2つの腕（サブアーム）で、機体名称はその外見から国連が名付けた。エフィドルグでの機体名は「泥洹（ナイオン）」。
降りた先でエリア51を蹂躙、枢石を回収して母艦に帰還した。その後ヘッドレス4機を連れて黒部峡谷へ降下、黒部研究所を目指す。クロムクロと交戦時に機体を捕獲し、トラクタービームによる母艦への牽引に成功するが、洋海に「ビーム内では重力シールドが使えない」という欠点を見抜かれ不首尾に終わる。そしてクロムクロの地形を利用した戦術に敗れ、フスナーニが戦闘を放棄して降伏し、活動を停止した。だが、捕虜となった彼の脱走後に遠隔操作で再起動する。しかし研究所でGAUSと戦闘中にフスナーニが死亡したため、完全に機能停止した。その後に機体は研究所側に回収され、第24話においてはトムが乗り込んで自らの乗機とした。
武装は柳葉刀状の超振動刀1本と左右の脚部に3本ずつ差した計6本の超振動小刀。サブアームは腕として使うだけではなく、脚のようにも使うことで3次元的に機動を行える。
スパイダー
エフィドルグが使用する指揮官用大型ジオフレーム。搭乗者はミラーサ。世界中に降下した6機の内の1機。降下先はフランスのストラスブール。後にドイツへと侵入している。4本脚が特徴で前部の2脚だけでも直立歩行が可能だが、背部へと格納されている後部2脚を展開することにより直立歩行からケンタウロスのような人型の上半身に4本の脚を持つ形態へと変化できる。機体名称は4本の脚を用いて蜘蛛のようにトリッキーな機動ができることから国連が名付けた。エフィドルグでの機体名は「無依（ムエ）」。機体表面には光学迷彩に類似した機能があり、目視と各種センサーに捉えられることを回避することができる。
ムエッタに続いて地球へと降り、黒部市内でクロムクロやGAUSと戦闘するが、損傷したため一時撤退し、光学迷彩で山間部に潜伏。ムエッタがメドゥーサを降下させたことで再出撃するも、クロムクロとGAUSの連携攻撃で機体を大破され、メドゥーサに担がれて撤退した。母艦降下時はGAUS2と戦い、セバスチャンの自爆に巻き込まれる。最終決戦ではセバスチャンの援護を受けたメドゥーサに撃破された。
武装は背中に装備した超振動薙刀と、左脇に差した超振動小刀。また、全ての脚に隠しブレードが内蔵されており、敵の不意を突くことが可能。他に、目眩まし用の強力な閃光弾を持つ。
メドゥーサ
エフィドルグが使用する指揮官用大型ジオフレーム。搭乗者はムエッタ。世界中に降下した6機の内の1機。降下先はアゼルバイジャンのバクー郊外。4つの小型サブアームが付いた頭部と腰部を持つのが特徴で、機体名称は頭部にある4本のブレードを操る姿が蛇のように見えたことから国連が名付けた。エフィドルグでの機体名は「摩那埵（マナタ）」。
負傷した剣之介が黒部研究所に輸送されてしまったため、彼を討ち取るためにムエッタが母艦から転送して乗り込んだ。室堂でのクロムクロやGAUSとの戦闘の末に中破し、同じく損傷していたスパイダーを担いで撤退する。 ムエッタが裏切り者となった際は彼女の手で持ち出されるが、第21話ではスパイダーにダムへ突き落とされる。最終決戦ではムエッタの手に取り戻され、研究所側の戦力として加勢する。最終話では剣之介を追って由希奈が乗り込み、ついでに茅原も撮影のため同乗していた。
武装は両腕に内蔵された超振動ブレード2本と、頭部と腰部のサブアーム部に各4本ずつマウントされた計8本の展開式ブレード。合計10本もの刃を使い、機体を回転させるなどして畳み掛けるように攻撃を繰り出し、敵を相手取ることができる。
ブルーバード
エフィドルグが使用する指揮官用大型ジオフレーム。搭乗者はヨルバ。世界中に降下した6機の内の1機。降下先は南米のフランス領ギアナの首都、カイエンヌ。エフィドルグが保有する機体の中で唯一の飛行型。文字通り「鳥」のような形状をしており、高速で大気中を飛ぶことができる。最初は「ルワゾブルー」と呼ばれていたが、英語圏を経由するにつれて「ブルーバード」へと呼び名が変化し、以後その名前が定着した。エフィドルグでの機体名は「波頭摩（ハズマ）」。
富山に降りたミラーサとムエッタを回収するためヨルバが乗って出撃し、戦闘機4機を軽く撃墜した後、GAUSの部品を輸送中だった米軍の輸送機にも攻撃を加え、ダムに不時着させた。その後、回収したミラーサを乗せたままクロムクロと交戦し、積乱雲の中で戦闘を有利に進めるが、クロムクロにクロウが合体して飛行機能を手に入れたため、その場から撤退した。母艦降下時はクロムクロと再戦する。最終決戦ではソフィーのGAUS1に隙を作られ、クロムクロの追撃を受けて撃破された。
武装は機体中央部に装備する超振動ランス１本と、多数のトゲを発射する超高密度ニードル。超振動ランスの大きさは全長40mを超える。超高密度ニードルはエフィドルグの兵器の中でも珍しい飛び道具で、遠距離から相手を攻撃できる。
ロックヘッド
エフィドルグが使用する指揮官用大型ジオフレーム。搭乗者はイムサ。世界中に降下した6機の内の1機。降下先はロシアのノヴォシビルスク郊外。その際に核の直撃を受けるが、内部機構が損傷しただけで破壊はされなかった。機体名称は尖った岩のような頭部から国連が名付けた。エフィドルグでの機体名は「頭陀（ズダ）」。クロムクロ直系の次世代機に当たる機体。背部には大気中の水分を凝縮してレーザーで水蒸気爆発を起こし、その膨張力で瞬時に加速できる「レーザー推進装置」を搭載している。なお、加速Gはイナーシャルキャンセラー（慣性制御装置）で吸収されるため、パイロットに負担はかからない。
武装は両腕に装備した回転式の超振動杭2本で、打ち出し機構を備える。黒部研究所の戦闘では神美のGAUS3号機を大破させた。最終決戦ではレフィルが乗るオーガと合体するが、クロムクロの超振動槍でロックヘッド部分を直撃され、破壊された。
オーガ
エフィドルグの「ゲゾンレコ隊」の隊長機である超大型ジオフレーム。搭乗者はレフィル。巨体ながら飛行が可能で、格闘戦用形態に変形できる可変機。エフィドルグでの機体名は「慚愧（ザンキ）」。他のグロングルと合体でき、その際は出力増幅を行い、人器管制と索敵を分担する。外装武器はないが、腕そのものが4本の巨大な超振動刀のフレキシブルブレードになっており、蛇腹状の刃は先端が展開して物を掴むこともできる。脚部には不採用となったウェポンベイを持つ。黒部ダムにおける最終決戦でレフィルが乗って出撃し、イムサのロックヘッドと合体。剣之介やムエッタたちを苦しめるものの、由希奈が提案した連携攻撃でロックヘッド部分を破壊され機能停止、レフィルは機体を放棄して脱出した。
放棄後の機体は、安保理がトムと神美をパイロット登録して動かすよう命令を出し、枢石のワームホールへ向かうクロムクロの前に最後の敵として立ちはだかるが、二人に剣之介を止める意思が無かったこともあり、クロウと分離した彼の一撃の前に敗れた。
プロトタイプ・グロングル
クロムクロのベースとなった初期型グロングル。クロムクロと比べ、頭部形状やカラーリングが異なっている。武装は背部の超振動刀2本。ゼルの星や450年前の地球に現れた量産タイプの機体が本機に当たる。
エフィドルグ母艦
エフィドルグの宇宙船で、標準的な強襲揚陸艦。多数量産され、地球を訪れた「ゲゾンレコ隊」もその内の1隻を母艦としている。ゼルは「重力加速船」と呼んでいる。超光速航行はできないが、反重力推進で亜光速までは加速可能。トラクタービーム発生装置やジオフレーム格納庫、クローン製造用のプラントを持つ。第20話で衛星軌道上から大気圏内へと降下、黒部研究所に着陸する。

### ゼルの兵器
クロウ
ゼルが搭乗する飛行型のジオフレーム。外見はクロムクロと似ており、同じような技術系統と推測される。エフィドルグのブルーバードと同じく巨大な翼を持ち、飛行するその姿と黒い機体色から国連がクロウと名付けた。重力推進機関を搭載し、飛行時に重力波を発生する。なお、ゼルが乗らずに無人操縦もできる。壊れてパーツを失った人型飛行ボットの自己修復機能を使って作られた機体。かつてはゼルの種族が使っていたクロムクロに似たグロングルの背部に合体する支援機として活躍し、450年前の回想シーンにも登場している。武装は背部に背負った十文字型の超振動槍。また、重力シールドの展開も可能。

### その他のメカ
GAUS運搬トレーラー
GAUSの長距離移送用に開発された特殊大型車両。最大積載重量は450t。作中ではGAUSだけでなく、クロムクロの移送にも一度使用されている。
ジオエクスプレス
アーティファクトであるクロムクロが発見された後、大規模輸送を目的に開通した鉄道路線。路線距離は21km。GAUSを運べる特殊貨車も存在する。
くろべ型調査航宙艦「くろべ」
2021年9月に出港となった恒星間宇宙船の一番艦。ゼルが残したデータを元に、エフィドルグの「ゲゾンレコ隊」の撃破後から、わずか5年で完成した。220光年先のいて座χ1にあるゼルの母星が目的地で、由希奈やソフィー、セバスチャンが乗り込む。

## 用語

### 組織・施設
国際連合
地球側の国際組織。アーティファクトが発掘された際、日本の独占を恐れて国連の主導で黒部研究所を設立させ、各国共同で調査を行うことになった。「鬼（エフィドルグ）」に関しては上層部で情報を共有しているが、彼らとの戦いは、それぞれ降下先の各国の軍が独自に対応している。国連事務総長は研究所側に好意的なものの、エフィドルグへの有効な手は打てていない。
国際連合黒部研究所
日本の富山にある、アーティファクト研究のための国際機関。所長は白羽洋海。職員は世界各国の出身者で構成されている。クロムクロとザ・キューブが発掘されたためにこの地に建設された。黒部ダムのすぐ横に築かれ、2機のGAUSや多数のドワーフを配備している。マスドライバー施設も有する。エフィドルグによる施設占拠後は立山国際高校を臨時の拠点とした。
立山国際高校
研究員の子供などが通う高等学校。海外からの留学生も在籍する。由希奈の通学先で、後に剣之介も通うことになる。成績の評価は10段階、評定は5段階となっており、評価が「1」や「2」の科目は欠点科目として評価され、評定が「1」となった科目は不認定科目となる。文化祭は「立高祭」と呼ばれる。エフィドルグの富山への度重なる襲撃により、避難・転校者も多い。
エフィドルグ
450年前の戦国時代と2016年の現代に現れた謎の敵。剣之介は「鬼」と呼んでいる。地球側からは「異星人」として認識されている。450年前に派遣された先遣隊は彼らを追って来たゼルやクロムクロとの戦いで全滅し、2016年の今は7名で構成された「ゲゾンレコ隊」が地球に派遣され、衛星軌道上にある母艦を拠点として、世界各地で「枢石」と呼ぶ物体の捜索を行っている。無人機を主体とした人型機動兵器を多数保有し、重力制御技術（重力シールドや水面上を歩行可能な能力）など科学力では地球側を遥かに凌ぐ。互いに「エフィドルグに安寧を」と呼び合う習慣がある。
エフィドルグは数々の星々に生命の種を蒔いて知的生命体を生み出し、生命の住む星に「辺境矯正官」を派遣して、支配下に置いてきた歴史を持つ。本隊は1000隻規模の艦隊で構成され、先遣隊として派遣された部隊は母艦内のプラントから侵略する星の生物のクローンを作り出し、脳に偽造記憶を植え付けて心理操作を行い、先兵として使っている。侵略した星々の生物や資源を使って新たな侵略部隊を作り出した後は、また別の星へと部隊を送り込むのを繰り返している。
第25話でエフィドルグに敵対する勢力の存在も明かされたが、詳細は不明。クローンなどではない純粋な「エフィドルグ人」や、エフィドルグ母星の状況などは最後まで作中に登場せず、物語全体としては謎を残した終わりとなっている。
ゲゾンレコ隊
エフィドルグが地球に派遣した侵略のための部隊。メンバーは辺境管理官1名（レフィル）、辺境矯正官6名（ヒドゥ、フスナーニ、ミラーサ、ムエッタ、ヨルバ、イムサ）の7名。各々が個性的な性格を持つが、辺境矯正官は全員が先遣隊の入手したDNAから造られたクローンで、レフィル自身も別の辺境管理官に造られた存在（一世代前の辺境矯正官）である。余談だが、ヒドゥ達の地球への降下先は、彼らが情報収集で覚えた「麻雀」で対決して決めたという裏話がある。

### 技術・兵器
ジオフレーム
本作における人型機動兵器の呼称。エフィドルグでは大型機は「グロングル」の総称で呼ばれている。
アーティファクト
オーパーツ的な存在である謎の遺物。作中に登場するのは「ザ・キューブ」、「クロムクロ」、「枢石」の三つ。
ザ・キューブ
60年前に発見された箱状のアーティファクト 。その正体はグロングルのコクピットブロック兼移動装置。発見時は凹凸のない真黒な状態だったが、再起動と同時に本来の色彩に戻った。黒部にあったのはクロムクロのもので、内部には剣之介が眠っていた。剣之介と由希奈がいれば呼び出すことが可能で、「馬」という掛け声で車両形態へと変形する。エフィドルグの「ゲゾンレコ隊」が使用するグロングルにも単座式の同様機構が採用されている。
クロムクロ
ザ・キューブと共に発見された巨人型アーティファクト。発見時はザ・キューブ同様に真っ黒になっていた。専用の格納庫が造られている。詳細は「#クロムクロ」を参照。
枢石
世界中に散らばっている巨大な石のようなアーティファクト。詳細は「#枢石」を参照。

### その他の用語
纏い手
エフィドルグ側におけるクロムクロなどグロングルのパイロットの呼び名。一度搭乗者になると、体内の脊髄に機体と接続するためのナノマシンによる分子回路がインプラントされ、契約者以外には操縦が出来なくなるほか、生物としては不老かつ不死になる（ただし、脳が死ぬと実質的に死亡する）。これにより大怪我をしても短期間で傷が治癒されるものの、体が毒物に過剰な反応を示すようになり、タバコすらも吸えなくなる副作用を持つ。なお、外科手術による分子回路の除去は体に致命的な損傷を与えかねず、ほぼ不可能。ナノマシンは採血などで体外に出ても活動しており、例え距離が数百光年離れていてもEPR相関で纏い手の生死を判断できる。ハウゼンはこの作用を発見して剣之介の生存が分かるペンダントを作り上げた。
枢石
黒部研究所最深部の採掘場を含む地球各地で発見された謎の物体。地球では「アーティファクト」の一つとして扱われており、エフィドルグの「ゲゾンレコ隊」は回収対象として捜索を行っている。超高密度物質で、重量は破片一つだけでも500tを超える。その正体はエフィドルグの母星と星の道（ワームホール）を開き、本隊が侵略する惑星へ侵攻するための鍵となる存在で、破片だけでは起動できず、散らばった全ての石を集める必要がある。砕けた枢石には、「要石」と呼ばれる最重要部があり、これが黒部研究所に存在していた。起動時は周囲の熱を奪い環境を寒冷化させる。石がバラバラに砕けて世界中に散らばっていた理由は、450年前に運んでいた先遣隊の船が、地球到着直前に彼らを追って来たゼルたちの船に体当たりで沈められたため。

## スタッフ
- 原作 - Snow Grouse
- 監督 - 岡村天斎
- シリーズ構成 - 檜垣亮
- キャラクターデザイン - 石井百合子
- ヴィジュアルコンセプト・メカデザイン - 岡田有章
- プロップデザイン - 石本剛啓
- 美術設定 - 児玉陽平
- 美術監督 - 池信孝
- 撮影監督 - 若林優
- 色彩設計 - 水田信子
- 3D監督 - 春田幸祐
- メイン3Dアニメーター - 市川元成
- 編集 - 高橋歩
- 音響監督 - 若林和弘
- 音楽 - 堤博明
- 音楽制作 - ポニーキャニオン
- 音楽プロデューサー - 高畑裕一郎
- プロデューサー - 大島靖、岡村武真、福田順、清水美佳、金子広孝、林俊安、堀川憲司
- ラインプロデューサー - 相馬紹二
- プロデュース - 永谷敬之
- アニメーション制作 - P.A.WORKS
- 製作 - クロムクロ製作委員会

## 主題歌
オープニングテーマ
「デストピア」（第2話 - 第13話）
作詞・作曲 - HISASHI / 編曲 - GLAY&SEIJI KAMEDA / 歌 - GLAY
第1話ではエンディングテーマとして使用。
「超音速デスティニー」（第14話 - 第23話、第25話）
作詞・作曲 - HISASHI / 編曲 - GLAY&SEIJI KAMEDA / 歌 - GLAY

エンディングテーマ
「リアリ・スティック」（第2話 - 第13話）
作詞 - RUCCA / 作曲 - 藤田淳平 / 編曲 - 岩橋星実 / 歌 - MICHI
「永遠ループ」（第14話 - 第24話）
作詞 - 大石昌良 / 作曲 - 金廣真悟 / 編曲 - eba / 歌 - 和島あみ

## 各話リスト
| 話数       | サブタイトル             | 脚本     | 絵コンテ        | 演出                                | 作画監督                                                                                    | 総作画監督            |
| ---------- | ------------------------ | -------- | --------------- | ----------------------------------- | ------------------------------------------------------------------------------------------- | --------------------- |
| 第一話     | 鬼の降る空               | 檜垣亮   | 岡村天斎        | 許琮                                | 石井百合子、西畑あゆみ                                                                      | 石井百合子            |
| 第二話     | 黒き骸は目覚めた         | 檜垣亮   | 岡村天斎        | 岡村天斎                            | 宮川智恵子、伊藤依織子                                                                      | 石井百合子            |
| 第三話     | 城跡に時は還らず         | 檜垣亮   | 許琮            | 許琮                                | 川面恒介                                                                                    | 石井百合子            |
| 第四話     | 異国の味に己が境遇を知る | 待田堂子 | 岡村天斎        | 鳥井聖美                            | 上竹哲郎                                                                                    | 西畑あゆみ            |
| 第五話     | 学び舎に来た男           | 森田繁   | 平松禎史        | 高橋正典                            | 宮下雄次                                                                                    | 石井百合子            |
| 第六話     | 神通の川原に舞う         | 森田繁   | 許琮            | 熨斗谷充孝                          | 向川原憲                                                                                    | 西畑あゆみ            |
| 第七話     | 東雲に消ゆ               | 檜垣亮   | 吉原正行        | 岩月甚                              | 小倉恭平、斉藤大輔、宮川智恵子 上村牧子、金情銀、沼田くみ子                                 | 石井百合子            |
| 第八話     | 黒鷲の城                 | 檜垣亮   | 細田直人        | 高橋正典                            | 宮下雄次、杉光登、野道佳代 さのえり、永田正美                                               | 西畑あゆみ            |
| 第九話     | 岩屋に鬼が嗤う           | 檜垣亮   | 伊藤秀樹        | 伊藤秀樹                            | 三浦菜奈、鄭喆敎                                                                            | 石井百合子            |
| 第十話     | 不遜な虜                 | 待田堂子 | 高橋正典        | 秦義人                              | 山崎敦子、山本径子                                                                          | 石井百合子 西畑あゆみ |
| 第十一話   | 闇に臥したる真           | 待田堂子 | 岡村天斎        | 菅沼芙実彦                          | 川面恒介、秋山有希                                                                          | -                     |
| 第十二話   | 黒部の夏に地獄を見る     | 森田繁   | 許琮            | 許琮                                | 関口可奈味、大東百合恵 秋山有希、川面恒介、三浦菜奈                                         | -                     |
| 第十三話   | 祭囃子に呼ばれて         | 森田繁   | 鎌倉由実        | 神原敏昭                            | 佐藤友子、山本径子、桝井一平                                                                | 西畑あゆみ            |
| 第十四話   | 祭に踊る羅刹             | 檜垣亮   | 伊藤秀樹        | 岩月甚                              | 杉光登、三浦菜奈                                                                            | 石井百合子            |
| 第十五話   | 追分の果て               | 森田繁   | 今泉賢一        | 太田知章                            | 金銀善                                                                                      | 西畑あゆみ            |
| 第十六話   | 再会は水に流れて         | 森田繁   | 山本秀世        | 高橋正典                            | 川面恒介、秋山有希 杉光登、三浦菜奈                                                         | -                     |
| 第十七話   | 雲中に鬼が舞う           | 檜垣亮   | 柿本広大 橘正紀 | 大西景介                            | ハン・ミンギ、門智昭 大東百合恵、上村牧子                                                   | -                     |
| 第十八話   | 湯煙に消える             | 待田堂子 | 岡村天斎        | 太田知章                            | 三浦菜奈、杉光登、福井麻記                                                                  | 西畑あゆみ            |
| 第十九話   | 鬼が誘う宴               | 檜垣亮   | 許琮            | 今泉賢一                            | 山崎敦子、猪飼一幸                                                                          | 西畑あゆみ            |
| 第二十話   | 飛んで火に入る虎の口     | 檜垣亮   | 平牧大輔        | 平牧大輔                            | 森島範子、秋山有希、佐竹秀幸 金弼康、伊藤美奈                                               | 西畑あゆみ            |
| 第二十一話 | 牙城の落ちる日           | 森田繁   | 許琮            | 岩月甚 許琮                         | 諏訪壮大、福井麻記、宮川智恵子 稲吉智重、森寛之                                             | 西畑あゆみ            |
| 第二十二話 | 鬼が哭いた雪中花         | 森田繁   | 坂田純一        | 高橋正典                            | 杉光登、三浦菜奈、森島範子                                                                  | 西畑あゆみ            |
| 第二十三話 | 雪に唄う蛙               | 檜垣亮   | 菅沼芙実彦      | 太田知章                            | 金銀善、李芳遠                                                                              | 石井百合子 西畑あゆみ |
| 第二十四話 | 血戦の黒部ダム           | 檜垣亮   | 伊藤秀樹        | 伊藤秀樹                            | 森島範子、宮下雄次、秋山有希 杉光登、三浦菜奈 伊藤美奈、金弼康                              | 西畑あゆみ            |
| 第二十五話 | 鬼の見た夢               | 檜垣亮   | 今泉賢一 許琮   | 許琮 岩月甚                         | 諏訪壮大、ハン・ミンギ 竹内由香里、杉光登 三浦奈菜、森川侑紀、宇津木勇 橋本敬史(エフェクト) | 石井百合子            |
| 第二十六話 | 侍は振り返らず           | 檜垣亮   | 岡村天斎        | 今泉賢一 太田知章 高橋正典 岡村天斎 | 石井百合子、西畑あゆみ 杉光登、三浦菜奈 秋山有希、伊藤秀樹、大東百合恵                      | -                     |

## 放送局
| 放送期間                             | 放送時間                                                  | 放送局             | 対象地域 | 備考                                       |
| ------------------------------------ | --------------------------------------------------------- | ------------------ | -------- | ------------------------------------------ |
| 2016年4月7日 - 9月29日               | 木曜 21:00 - 21:30                                        | AT-X               | 日本全域 | CS放送 / 製作委員会参加 / リピート放送あり |
|                                      | 木曜 22:00 - 22:30                                        | TOKYO MX           | 東京都   | 製作委員会参加                             |
| 2016年4月8日 - 9月30日               | 金曜 0:00 - 0:30（木曜深夜）                              | BS11               | 日本全域 | BS放送 / 『ANIME+』枠                      |
|                                      | 金曜 0:30 - 1:00（木曜深夜）                              | サンテレビ         | 兵庫県   |                                            |
|                                      | 金曜 1:00 - 1:30（木曜深夜）                              | KBS京都            | 京都府   |                                            |
| 2016年4月8日 2016年4月17日 - 10月2日 | 金曜 1:30 - 2:00（木曜深夜） 日曜 1:53 - 2:23（土曜深夜） | チューリップテレビ | 富山県   | 作品の舞台地、P.A.WORKS所在地              |

## BD
| 巻 | 発売日         | 収録話          | 規格品番   |
| -- | -------------- | --------------- | ---------- |
| 1  | 2016年10月19日 | 第1話 - 第6話   | PCXG-50561 |
| 2  | 2016年11月16日 | 第7話 - 第13話  | PCXG-50562 |
| 3  | 2016年12月21日 | 第14話 - 第19話 | PCXG-50563 |
| 4  | 2017年1月18日  | 第20話 - 第26話 | PCXG-50564 |

## ドラマCD
各BDには特典としてスペシャルドラマCDが付属している。
| 話数   | タイトル                   | 付属BD |
| ------ | -------------------------- | ------ |
| 其の一 | 一つ屋根の下に             | 第1巻  |
| 其の二 | 薫風に乗って漂う怪しの囁き | 第2巻  |
| 其の三 | 温泉道中                   | 第3巻  |
| 其の四 | 鬼が振った賽一つ           | 第4巻  |

## 小説
ピーエーワークスの電子書籍専門レーベル「P.A.BOOKS」より、小説版『クロムクロ 秒速29万kmの亡霊』が発売された。

## ゲーム
スーパーロボット大戦DD
2019年8月リリースのiOS / Android用アプリゲーム。
2023年8月より本作のキャラクター・メカニックが登場する。